# Chalcolecta prensitans
Chalcolecta prensitans är en spindelart som först beskrevs av Tord Tamerlan Teodor Thorell 1881.  Chalcolecta prensitans ingår i släktet Chalcolecta och familjen hoppspindlar. Inga underarter finns listade i Catalogue of Life.